# Аглукарк, Сьюзен
Улиник Сьюзен Аглукарк (англ. Uuliniq Susan Aglukark, инуктитут ᓲᓴᓐ ᐊᒡᓘᒃᑲᖅ) — современная канадская инуитская певица и автор песен, общественный деятель и благотворитель. Автор трижды платинового альбома This Child (1995), лауреат премий «Джуно» (в том числе в номинации «Лучший новый сольный исполнитель», 1995) и Премии генерал-губернатора в области исполнительских искусств (2016), офицер ордена Канады (2004).

## Биография
Родилась в Черчилле (Манитоба) в семье священника-пятидесятника; в общей сложности в семье было 7 детей. Выросла в регионе Киватин на Северо-Западных территориях, где отец часто переезжал из одной общины в другую, прежде чем окончательно осесть в Эскимо-Пойнт (ныне Арвиат, Нунавут). Позже, в 1998 году, рассказала в интервью, что в 8 лет подверглась половому насилию со стороны взрослого мужчины и много лет боролась с мыслями о самоубийстве.
Музыкальную карьеру начала в детстве с пения в церковном хоре. Игре на гитаре начала учиться в 15 лет в религиозном летнем лагере в Кеймбридж-Бее. По окончании средней школы переехала в Оттаву, где начала работать лингвистом при Министерстве по делам индейцев и Севера. Позже сотрудничала с лоббистской группой Inuit Tapirisat of Canada и подрабатывала как автор-исполнитель выступлениями перед небольшими аудиториями.
В 1990 годуза свой счет издала первый в карьере сингл «Searching». Рэндолл Прескотт, продюсер CBC North, включил одну из песен Аглукарк в альбом-сборник исполнителей Севера Канады. В том же году Аглукарк с помощью компании CBC записала свой первый сольный альбом Dreams for You, который выпустила самостоятельно. В 1992 году вышел второй альбом Аглукарк Arctic Rose, а видеоклип на песню «Searching», снятый за государственный счет, получил премию канала MuchMusic за лучшую операторскую работу и регулярно транслировался по телевидению. На следующий год канадское отделение EMI Music подписало с певицей контракт на выпуск и распространение новых альбомов, первым из которых стал в том же году Christmas — сборник рождественских песен в переводе на инуктитут. Лейбл EMI также выпустил серию синглов Аглукарк («Song of the Land», «Still Running», «Suffer in Silence», «Breakin' Down») и переиздал альбом Arctic Rose, который принес Аглукарк две премии «Джуно» — за лучшую запись музыки коренных народов Канады и лучшему новому сольному исполнителю.
Выпущенный в 1995 году альбом This Child был ознаменован самым значительным в карьере Аглукарк коммерческим успехом и к 1998 году разошелся более чем в 300 тысячах копий, трижды получив платиновую сертификацию. Первый сингл из этого альбома, «O Siem», торжественное произведение, направленное против расизма и расовых предрассудков, поднялся до 1-й позиции в канадских чартах кантри и современной взрослой музыки и до 3-го места в общем хит-параде. Аглукарк стала первой среди инуитских исполнителей, песня которых вошла в топ-40 канадских чартов. В топ-40 вошла также ее песня «Hina Na Ho (Celebration)». Аглукарк получила номинации на «Джуно» в категориях «Альбом года» и «Вокалистка года». В 1997 году она стала одной из исполнителей, включенных в альбом-сборник Робби Робертсона Music for The Native Americans. Ее альбом Big Feeling, спродюсированный Беном Минком и вышедший в 2003 году, принес ей третью премию «Джуно» — за запись года в жанре музыки коренных народов. На церемонии вручения премий канадской музыки коренных народов 2004 года Аглукарк была признана лучшей женщиной-исполнительницей.
Концертная деятельность Аглукарк включала два выступления перед королевой Елизаветой II, участие в концертах в честь Нельсона Манделы, Жака Ширака и ряда канадских национальных лидеров. В 1997 году она пела на церемонии открытия Специальной Олимпиады в Канаде, а в 2007 году — на церемонии во Франции в честь юбилея битвы при Вими.
Одновременно с музыкальной карьерой ведет активную общественную деятельность. С середины 1990-х годов была официальным пресс-секретарем департамента экономического развития и туризма Север-Западных территорий, позже — национальным пресс-секретарем программы RCMP по предотвращению алкоголизма и наркомании среди коренных народов. Была основательницей или соосновательницей благотворительных фондов, в том числе Инициативы грамотности среди аборигенов и фонда Arctic Rose, поддерживающего пищевые банки в северных регионах Канады. Возглавляла совет директоров Арктического фонда для детей и юношества, представляла канадских инуитов на Всемирной конференции по правам человека во Вьетнаме. Участвовала в разработке программы комплексного обучения специалистов по аборигенным исследованиям, досугу, спорту и общественному здоровью в Альбертском университете, вела занятия с молодыми деятелями искусств из коренных народов Канады в этом вузе и Университете Саскачевана. В 2004 году произведена в офицеры ордена Канады, представление к награде перечисляет как музыкальные успехи Аглукарк, так и ее заслуги как общественного деятеля. В 2022 году удостоена Гуманитарной премии «Джуно» за свою роль в создании и работе фонда Arctic Rose.

## Награды и звания
- 1995 — премия «Джуно» лучшему новому сольному исполнителю и за лучшую запись музыки коренных народов Канады (Arctic Rose)[1]
- 2004 — премия «Джуно» за запись года в жанре музыки коренных народов (Big Feeling)[1]
- 2004 — офицер ордена Канады[3]
- 2004 — почетный доктор Летбриджского университета[1]
- 2005 — почетный доктор Альбертского университета[1]
- 2011 — почетный доктор Университета Калгари[1]
- 2012 — медаль Бриллиантового юбилея королевы Елизаветы II[1]
- 2015 — почетный доктор Лаврентийского университета[1]
- 2016 — Премия генерал-губернатора в области исполнительских искусств[4]
- 2017 — почетный доктор Торонтского университета[1]
- 2022 — Гуманитарная премия «Джуно»[1]